# سعید رجبی (تکواندوکار)
سعید رجبی (زاده ۱۵ مرداد ۱۳۷۵ - میانه) تکواندوکار اهل ایران است.
وی در مسابقات کشوری و بین‌المللی در مجموع برندهٔ ۵ مدال طلا، ۱ مدال برنز شده‌است.